# Pierre-Louis de La Rochefoucauld
Pierre-Louis de La Rochefoucauld (Le Vivier, 13 ottobre 1744 – Parigi, 2 settembre 1792) è stato un vescovo cattolico francese, beatificato da papa Pio XI il 17 ottobre 1926.

## Biografia
Figlio cadetto di Jean-Charles François de La Rochefoucauld-Bayers, signore di Maumont, e di sua moglie Marie-Marguerite des Escault, fu avviato alla carriera ecclesiastica.
Si licenziò in teologia a Parigi e fu ammesso nella prestigiosa società reale di Navarra; fu nominato priore di Notre-Dame a Nanteuil-le-Haudouin e poi cappellano di Notre-Dame nella chiesa parrocchiale di Saint-Laurent a Rouen.
Dal 1775 fu canonico e cantore della cattedrale di Saint-Pierre e vicario generale della diocesi di Beauvais, retta dal fratello maggiore François-Joseph; nello stesso anno fu nominato agente generale del clero. Nel 1776 fu nominato abate di Sainte-Croix a Bordeaux e nel 1779 abate di Notre-Dame di Vauluisant.
Il 14 ottobre 1781 Luigi XVI lo scelse come nuovo vescovo di Saintes: l'elezione fu confermata da papa Pio VI con bolla del 10 dicembre successivo e il 6 gennaio 1782 Pierre-Louis fu consacrato vescovo a Parigi.
Fu eletto deputato del clero del siniscalcato di Saintes agli stati generali del 1789 e fu tra i firmatari della protesta del 12 settembre 1791 contro le riforme decretate dall'Assemblea nazionale costituente.
Decise di restare accanto al fratello François-Joseph durante la sua prigionia e il 18 agosto 1792 lo raggiunse all'Hôtel des Carmes, dov'era detenuto. Fu massacrato dalla folla, insieme con il fratello e numerosi altri ecclesiastici, il 2 settembre successivo.

## Il culto
È stato proclamato beato, insieme con gli altri martiri dei massacri di settembre (compreso il fratello Francois-Joseph), da papa Pio XI il 17 ottobre 1926.
La memoria liturgica ricorre il 2 settembre.